# Kan’ya Fujimoto
Kan’ya Fujimoto (jap. 藤本 寛也, Fujimoto Kan’ya; * 1. Juli 1999 in der Präfektur Yamanashi) ist ein japanischer Fußballspieler.

## Karriere
Kan’ya Fujimoto erlernte das Fußballspielen in der Jugendmannschaft von Tokyo Verdy. Hier unterschrieb er 2018 auch seinen ersten Profivertrag. Der Verein, der in der Präfektur Tokio beheimatet ist, spielte in der zweithöchsten japanischen Liga, der J2 League. Im August 2020 zog es ihn nach Europa. In Portugal spielte er auf Leihbasis beim Gil Vicente FC. Der Verein aus Barcelos spielte in der ersten Liga des Landes, der Primeira Liga. Für Gil Vicente stand er 59-mal in der ersten Liga auf dem Spielfeld. Nach Ende der Ausleihe wurde er von Gil Vicente fest unter Vertrag genommen.